# Owerri West
Owerri West è una delle ventisette aree a governo locale (local government areas) in cui è suddiviso lo stato di Imo, in Nigeria. Estesa su una superficie di 295 chilometri quadrati, conta una popolazione di 99.265 abitanti.